# Penthea costata
Penthea costata là một loài bọ cánh cứng trong họ Cerambycidae.